# FC Zbrojovka Brno 2024/2025
Tento článek se podrobně zabývá událostmi ve fotbalovém klubu FC Zbrojovka Brno v období sezony 2024/2025 a jeho působení ve Chance Národní lize a ligovém poháru.

## Klub

### Vlastník
Klub vstoupil do nového ročníku ve stejné majetkové struktuře. 10. září 2024 však přebrala klub Regionální hospodářská komora Brno, která využila předkupního práva a koupila devadesátiprocentní podíl od majitele Václava Bartoňka. Komora vlastnila již před nákupem klubu pět procent akcií. 

### Realizační tým
Hlavním trenérem byl Jaroslav Hynek, jeho asistenty Richard Polák a Marek Zúbek. Brankářským trenérem je Vlastimil Hrubý. Sportovním manažerem byl Zdeněk Psotka, kterého od října 2024 nahradil Martin Jiránek. Po 19. kole, 16. března 2025, byla ukončena spolupráce s trenérem Jaroslavem Hynkem a vedením mužstva byl pověřen trenér B-týmu Marek Zúbek. Jeho asistenty jsou Karel Kroupa mladší a Pavel Zavadil.
| Post              | Jméno           |
| ----------------- | --------------- |
| Hlavní trenér     | Martin Svědík   |
| Asistent trenéra  | Jan Baránek     |
| Asistent trenéra  | Jiří Saňák      |
| Asistent trenéra  | Pavel Zavadil   |
| Trenér brankářů   | Vlastimil Hrubý |
| Trenér brankářů   | Tomáš Čechovič  |
| Vedoucí mužstva   | Libor Došek     |
| Kondiční trenér   | Jakub Fikar     |
| Kustod            | Jiří Havlíček   |
| Klubové vedení    |                 |
| Předseda          | Jan Mynář       |
| Místopředseda     | Ladislav Chodák |
| Místopředseda     | Ondřej Kurečka  |
| Tiskový mluvčí    | Martin Lísal    |
| Sportovní manažer | Martin Jiránek  |
| Manažer mládeže   | Petr Čejka      |

## Soupiska

### A-tým
Aktuální po 30.kole
| Číslo     | Poz.     | Nár.              | Hráč                 | Datum narození a věk        | 2024/2025 | 2024/2025 | 2024/2025 | 2024/2025 | 2024/2025 |
| Číslo     | Poz.     | Nár.              | Hráč                 | Datum narození a věk        | Z.        | Gól       | A.        |           | Vyloučení |
| Brankáři  | Brankáři | Brankáři          | Brankáři             | Brankáři                    | Brankáři  | Brankáři  | Brankáři  | Brankáři  | Brankáři  |
| --------- | -------- | ----------------- | -------------------- | --------------------------- | --------- | --------- | --------- | --------- | --------- |
| 1         | BR       | Česko             | Michal Hložánek      | 11. ledna 2006 (19 let)     | 0         | 0         | 0         | 0         | 0         |
| 24        | BR       | Česko             | Dominik Sváček       | 24. února 1997 (28 let)     | 8         | 0         | 0         | 2         | 0         |
| 35        | BR       | Slovensko         | Adam Hrdina          | 12. února 2004 (21 let)     | 13        | 0         | 0         | 0         | 0         |
| 79        | BR       | Česko             | Kryštof Lichtenberg  | 30. listopadu 2002 (22 let) | 0         | 0         | 0         | 0         | 0         |
| 27        | BR       | Česko             | Filip Mucha          | 4. června 1992 (32 let)     | 9         | 0         | 0         | 0         | 0         |
| Obránci   |          |                   |                      |                             |           |           |           |           |           |
| 3         | OB       | Ghana             | Foster Gyamfi        | 28. ledna 2004 (21 let)     | 4         | 0         | 0         | 1         | 0         |
| 8         | OB       | Česko             | Zdeněk Toman         | 21. září 2005 (19 let)      | 3         | 0         | 0         | 0         | 0         |
| 18        | OB       | Česko             | Denis Granečný       | 7. září 1998 (26 let)       | 28        | 4         | 4         | 2         | 0         |
| 23        | OB       | Česko             | Jakub Šural          | 1. července 1996 (28 let)   | 12        | 0         | 0         | 4         | 1         |
| 25        | OB       | Česko             | Tomáš Břečka         | 12. května 1994 (31 let)    | 13        | 1         | 0         | 2         | 0         |
| 26        | OB       | Česko             | Martin Nový          | 23. června 1993 (31 let)    | 23        | 1         | 4         | 3         | 0         |
| 28        | OB       | Česko             | Patrik Haitl         | 1. března 1998 (27 let)     | 0         | 0         | 0         | 0         | 0         |
| 44        | OB       | Česko             | Filip Štěpánek       | 12. ledna 1999 (26 let)     | 14        | 0         | 1         | 2         | 0         |
| 66        | OB       | Česko             | Stanislav Hofmann    | 17. června 1990 (34 let)    | 13        | 0         | 0         | 0         | 0         |
| 77        | OB       | Česko             | Lucas Kubr           | 25. února 2004 (21 let)     | 26        | 1         | 3         | 2         | 0         |
| 2         | OB       | Slovensko         | Šimon Mičuda         | 28. ledna 2004 (21 let)     | 9         | 0         | 0         | 0         | 0         |
| 5         | OB       | Česko             | Jiří Hamza           | 8. července 2005 (19 let)   | 15        | 0         | 0         | 2         | 0         |
| 4         | OB       | Česko             | Luděk Pernica        | 16. června 1990 (34 let)    | 11        | 0         | 0         | 2         | 1         |
|           | OB       | Česko             | Ondřej Šlapanský     | 23. května 2004 (21 let)    | 1         | 0         | 0         | 0         | 0         |
| Záložníci |          |                   |                      |                             |           |           |           |           |           |
| 6         | ZÁ       | Česko             | Daniel Polák         | 21. října 2006 (18 let)     | 10        | 0         | 0         | 2         | 0         |
| 7         | ZÁ       | Česko             | Ondřej Pachlopník    | 14. února 2000 (25 let)     | 7         | 0         | 2         | 2         | 0         |
| 13        | ZÁ       | Česko             | Jiří Texl            | 3. ledna 1993 (32 let)      | 26        | 1         | 5         | 3         | 0         |
| 14        | ZÁ       | Česko             | Tadeáš Vachoušek     | 11. ledna 2004 (21 let)     | 14        | 2         | 2         | 2         | 0         |
| 20        | ZÁ       | Česko             | Lukas Saal           | 17. února 2006 (19 let)     | 11        | 0         | 0         | 0         | 0         |
| 29        | ZÁ       | Česko             | Patrik Žitný         | 21. ledna 1999 (26 let)     | 14        | 5         | 4         | 0         | 0         |
| 31        | ZÁ       | Česko             | David Jambor         | 31. ledna 2003 (22 let)     | 6         | 0         | 0         | 1         | 0         |
| 32        | ZÁ       | Česko             | Jan Hellebrand       | 2. března 2002 (23 let)     | 3         | 0         | 0         | 0         | 0         |
| 42        | ZÁ       | Slovensko         | Peter Štepanovský    | 12. ledna 1988 (37 let)     | 2         | 1         | 0         | 0         | 0         |
| 68        | ZÁ       | Česko             | Jakub Janetzký       | 12. června 1997 (27 let)    | 28        | 4         | 3         | 6         | 1         |
| 10        | ZÁ       | Česko             | Roman Potočný        | 25. dubna 1991 (34 let)     | 15        | 7         | 0         | 6         | 0         |
| 29        | ZÁ       | Česko             | Tomáš Smejkal        | 7. července 1998 (26 let)   | 13        | 1         | 2         | 1         | 0         |
| 30        | ZÁ       | Nigérie           | Wale Musa Alli       | 31. prosince 2000 (24 let)  | 4         | 0         | 0         | 0         | 0         |
| Útočníci  |          |                   |                      |                             |           |           |           |           |           |
| 9         | ÚT       | Česko             | Daniel Švancara      | 3. ledna 2007 (18 let)      | 9         | 0         | 0         | 0         | 0         |
| 11        | ÚT       | Kolumbie          | William Mackleyther  | 26. prosince 2000 (24 let)  | 12        | 1         | 2         | 1         | 0         |
| 16        | ÚT       | Česko             | Adam Kronus          | 29. července 2002 (22 let)  | 28        | 8         | 1         | 1         | 0         |
| 21        | ÚT       | Česko             | Filip Večeřa         | 4. ledna 2006 (19 let)      | 9         | 0         | 1         | 1         | 0         |
| 99        | ÚT       | Trinidad a Tobago | Justin Araujo-Wilson | 26. srpna 2002 (22 let)     | 7         | 0         | 0         | 0         | 0         |
| 17        | ÚT       | Chorvatsko        | Carlo Mateković      | 1. září 2003 (21 let)       | 9         | 0         | 0         | 0         | 0         |
| 37        | ÚT       | Česko             | Jakub Řezníček       | 26. května 1988 (37 let)    | 2         | 1         | 0         | 1         | 1         |

Poznámky
- Statistiky jsou ze všech soutěžních utkání, tj. z ligy i poháru.
- V posledním sloupci uveden celkový počet odehraných soutěžních zápasů za Zbrojovku v kariéře.
- Kurzívou a přeskrtnutí mají číslo hráči, kteří odešli v průběhu sezony.

## Přestupy

### Přišli do týmu

#### Léto
| Datum             | Č. | Poz. | Hráč             | Věk | Odkud přišel               | Typ                | Ref           |
| ----------------- | -- | ---- | ---------------- | --- | -------------------------- | ------------------ | ------------- |
| 17. června 2024   | 44 | OB   | Filip Štěpánek   | 25  | MFK Vyškov                 | přestup            | [ 10 ]        |
| 17. června 2024   | 68 | ZÁ   | Jakub Janetzký   | 27  | FC Zlín                    | přestup            | [ 10 ]        |
| 17. června 2024   | 27 | BR   | Filip Mucha      | 32  | FK Teplice                 | přestup            | [ 10 ]        |
| 17. června 2024   | 2  | OB   | Šimon Mičuda     | 20  | AS Trenčín                 | přestup            | [ 10 ]        |
| 17. června 2024   | 17 | ÚT   | Carlo Mateković  | 20  | NK Lokomotiva Zagreb       | hostování          | [ 10 ]        |
| 17. června 2024   | 79 | ZÁ   | Nicolas Martinek | 22  | SK Hanácká Slavia Kroměříž | návrat z hostování | [ 10 ]        |
| 30. června 2024   | 10 | ZÁ   | Wale Musa Alli   | 23  | SK Dynamo České Budějovice | návrat z hostování | [ 10 ] [ 11 ] |
| 19. července 2024 | 77 | OB   | Lucas Kubr       | 20  | FK Bodø/Glimt              | přestup            | [ 12 ]        |

#### Zima
| Datum          | Č. | Poz. | Hráč                 | Věk | Odkud přišel         | Typ       | Ref    |
| -------------- | -- | ---- | -------------------- | --- | -------------------- | --------- | ------ |
| 3. ledna 2025  | 28 | OB   | Patrik Haitl         | 26  | Slezský FC Opava     | přestup   | [ 13 ] |
| 13. ledna 2025 | 11 | ÚT   | William Mackleyther  | 24  | volný hráč           | přestup   | [ 14 ] |
| 16. ledna 2025 | 29 | ZÁ   | Patrik Žitný         | 25  | FK Mladá Boleslav    | přestup   | [ 15 ] |
| 17. ledna 2025 | 14 | ÚT   | Tadeáš Vachoušek     | 21  | FK Teplice           | hostování | [ 16 ] |
| 24. ledna 2025 | 35 | BR   | Adam Hrdina          | 20  | ŠK Slovan Bratislava | přestup   | [ 17 ] |
| 29. ledna 2025 | 25 | OB   | Tomáš Břečka         | 30  | 1. FC Slovácko       | přestup   | [ 18 ] |
| 7. února 2025  | 20 | ZÁ   | Lukas Saal           | 18  | AC Sparta Praha B    | přestup   | [ 19 ] |
| 7. února 2025  | 79 | BR   | Kryštof Lichtenberg  | 22  | FK Mladá Boleslav    | hostování | [ 19 ] |
| 8. února 2025  | 66 | OB   | Stanislav Hofmann    | 34  | 1. FC Slovácko       | přestup   | [ 20 ] |
| 20. února 2025 | 99 | ÚT   | Justin Araujo-Wilson | 22  | FC Vysočina Jihlava  | přestup   | [ 21 ] |

### Odešli z týmu

#### Léto
| Datum             | Č. | Poz. | Hráč                 | Věk | Kam odešel               | Typ       | Ref           |
| ----------------- | -- | ---- | -------------------- | --- | ------------------------ | --------- | ------------- |
| 17. června 2024   | 53 | BR   | Martin Berkovec      | 35  | SK Slavia Praha B        | přestup   | [ 10 ] [ 22 ] |
| 17. června 2024   | 11 | ZÁ   | Adam Fousek          | 30  | FK Pardubice             | přestup   | [ 10 ] [ 23 ] |
| 17. června 2024   | 92 | OB   | Simon Falette        | 32  | FC Martigues             | přestup   | [ 10 ]        |
| 17. června 2024   | 92 | ZÁ   | Kamso Mara           | 29  | neznámo                  | přestup   | [ 10 ]        |
| 17. června 2024   | 19 | ZÁ   | Kristoffer Jörgensen | 19  | Allesø GF                | přestup   | [ 10 ]        |
| 17. června 2024   | 35 | OB   | Josef Koželuh        | 22  | FC Slovan Liberec        | přestup   | [ 24 ]        |
| 20. června 2024   | 27 | ÚT   | Peter Juritka        | 19  | FK Železiarne Podbrezová | přestup   | [ 25 ]        |
| 25. června 2024   | 15 | OB   | Jan Štěrba           | 29  | MFK Vyškov               | přestup   | [ 26 ]        |
| 9. července 2024  | 6  | OB   | Lukáš Endl           | 21  | MFK Karviná              | přestup   | [ 27 ]        |
| 18. července 2024 | 79 | ZÁ   | Nicolas Martinek     | 22  | MŠK Púchov               | hostování |               |
| 22. července 2024 | 9  | ÚT   | Denis Alijagić       | 21  | MŠK Žilina               | přestup   | [ 28 ] [ 29 ] |
| 6. srpna 2024     | 30 | ZÁ   | Wale Musa Alli       | 23  | USM Alger                | přestup   | [ 30 ] [ 31 ] |
| 15. srpna 2024    | 37 | ÚT   | Jakub Řezníček       | 36  | FK Dukla Praha           | přestup   | [ 32 ] [ 33 ] |

#### Zima
| Datum             | Č. | Poz. | Hráč            | Věk | Kam odešel           | Typ                        | Ref           |
| ----------------- | -- | ---- | --------------- | --- | -------------------- | -------------------------- | ------------- |
| 19. prosince 2024 | 2  | OB   | Šimon Mičuda    | 20  | AS Trenčín           | konec hostování            | [ 34 ]        |
| 19. prosince 2024 | 17 | ÚT   | Carlo Mateković | 21  | NK Lokomotiva Zagreb | konec hostování            | [ 34 ]        |
| 27. prosince 2024 | 4  | OB   | Luděk Pernica   | 34  | SK Líšeň 2019        | přestup                    | [ 35 ] [ 36 ] |
| 10. ledna 2025    | 29 | ZÁ   | Tomáš Smejkal   | 26  | MFK Skalica          | přestup                    | [ 37 ]        |
| 5. února 2025     | 5  | OB   | Jiří Hamza      | 19  | 1. FC Slovácko       | přestup                    | [ 38 ]        |
| 21. února 2025    | 10 | ZÁ   | Roman Potočný   | 33  | SK Líšeň 2019        | přestup                    | [ 39 ]        |
| 11. března 2025   | 27 | BR   | Filip Mucha     | 32  | volný hráč           | předčasné ukončení smlouvy | [ 40 ]        |

## Zápasy v sezoně 2024/2025

### Souhrn působení v soutěžích
| Soutěž              | Fáze startu | Konečná pozice/ kolo | První zápas       | Poslední zápas  |
| ------------------- | ----------- | -------------------- | ----------------- | --------------- |
| Chance Národní liga | —           | 7. místo             | 22. července 2024 | 25. května 2025 |
| MOL Cup             | 1. kolo     | 3. kolo              | 29. srpna 2024    | 30. října 2024  |

### Letní přípravné zápasy
| Přátelské utkání 22. června 2024 | TJ Sokol Pohořelice | 0 – 5 | FC Zbrojovka Brno                                      | Stadion TJ Sokol Pohořelice, Pohořelice |  |  |
| 10:30                            |                     |       | 30' Kronus 66', 87' Švancara 70' Mateković 90' Smejkal | Diváci: 300                             |  |  |
|                                  |                     |       |                                                        |                                         |  |  |

| Přátelské utkání 29. června 2024 | FC Zbrojovka Brno | 1 – 0 | 1. FC Slovácko | Stadion Na Šlajsi, Lanžhot |  |  |
| 11:00                            | Kronus 86'        |       |                |                            |  |  |
|                                  |                   |       |                |                            |  |  |

| Přátelské utkání 3. července 2024 | FK Pohronie  | 1 – 4 | FC Zbrojovka Brno                              | Mestský štadión Žiar nad Hronom, Žiar nad Hronom |  |  |
| 16:00                             | Lovynjuk 37' |       | 30' Toman 41' Švancara 49' Smejkal 88' Pernica | Diváci: 150                                      |  |  |
|                                   |              |       |                                                |                                                  |  |  |

| Přátelské utkání 6. července 2024 | FK Železiarne Podbrezová                                  | 5 – 2 | FC Zbrojovka Brno | ZELPO Aréna, Podbrezová |  |  |
| 11:00                             | Lovynjuk 1' Chyla 52' Depetris 69' (pen), 77' Juritka 86' |       | 10', 21' Potočný  |                         |  |  |
|                                   |                                                           |       |                   |                         |  |  |

| Přátelské utkání 13. července 2024 | MŠK Púchov                                       | 4 – 0 | FC Zbrojovka Brno | Mestský štadión Púchov, Púchov |  |  |
| 16:00                              | Pobořil 2' Kubr 10' (vl.) Vavrík 41' Panáček 85' |       |                   |                                |  |  |
|                                    |                                                  |       |                   |                                |  |  |

### Zimní přípravné zápasy
| Přátelské utkání 23. listopadu 2024 | FC Zbrojovka Brno | 4 – 0 | FK Pohronie | TC Brněnské Ivanovice, Brno |  |  |
| 11:00                               |                   |       |             |                             |  |  |
|                                     |                   |       |             |                             |  |  |

| Přátelské utkání 30. listopadu 2024 | FC Zbrojovka Brno                                                                        | 9 – 0 | MŠK Púchov | TC Lužánky, Brno |  |  |
| 11:00                               | Šmíd 19' Janetzký 29', 37' Potočný 35' Palacios 45' Pragr 51', 83' Svatoš 58' Večeřa 70' |       |            |                  |  |  |
|                                     |                                                                                          |       |            |                  |  |  |

| Přátelské utkání 6. prosince 2024                                                                      | SK Sigma Olomouc B | 1 – 0 | FC Zbrojovka Brno | Stadion v Řepčíně, Řepčín |  |
| 11:00                                                                                                  | Riedl 1'           |       |                   |                           |  |
| Poznámky: Z důvodu nepříznivých podmínek se o přestávce oba týmy shodly, že nebudou ve hře pokračovat. |                    |       |                   |                           |  |

| Přátelské utkání 18. ledna 2025 | FC Zbrojovka Brno         | 3 – 2 | FK Hodonín                     | TC Lužánky, Brno |  |  |
| 10:30                           | Žitný 14', 43' Kronus 72' |       | 17' Hamrle 84' (pen.) Dressler |                  |  |  |
|                                 |                           |       |                                |                  |  |  |

| Přátelské utkání 25. ledna 2025 | MFK Skalica                                       | 4 – 1 | FC Zbrojovka Brno | Štadión MFK Skalica, Skalica |  |  |
| 11:00                           | Matejov 18' Gaži 40' Sobczyk 76' (pen.) Fábry 80' |       | 48' Vachoušek     |                              |  |  |
|                                 |                                                   |       |                   |                              |  |  |

| Přátelské utkání 1. února 2025 | FK Železiarne Podbrezová | 2 – 2 | FC Zbrojovka Brno | Štadión ŽP ŠPORT, Podbrezová |  |  |
| 11:00                          | Večeřa 10' Palacios 47'  |       | 25', 55' Smékal   |                              |  |  |
|                                |                          |       |                   |                              |  |  |

| Přátelské utkání 8. února 2025 | FC Petržalka             | 2 – 0 | FC Zbrojovka Brno | Štádion FC PetržalkaBratislava |  |  |
| 11:00                          | Begala 21' Obradovič 79' |       |                   |                                |  |  |
|                                |                          |       |                   |                                |  |  |

## Tabulka
Tabulka je aktuální k 30. kolu sezóny 2024/25.
| Poř. | Tým                        | Z  | V  | R  | P  | VG | OG | B  |
| ---- | -------------------------- | -- | -- | -- | -- | -- | -- | -- |
| 1.   | FC Zlín                    | 30 | 21 | 8  | 1  | 45 | 14 | 71 |
| 2.   | MFK Chrudim                | 30 | 15 | 8  | 7  | 47 | 30 | 53 |
| 3.   | MFK Vyškov                 | 30 | 12 | 10 | 8  | 33 | 24 | 46 |
| 4.   | FC Silon Táborsko          | 30 | 11 | 8  | 11 | 34 | 30 | 41 |
| 5.   | AC Sparta Praha B          | 30 | 10 | 10 | 10 | 41 | 39 | 40 |
| 6.   | FC Sellier & Bellot Vlašim | 30 | 9  | 13 | 8  | 43 | 39 | 40 |
| 7.   | FC Zbrojovka Brno          | 30 | 9  | 12 | 9  | 39 | 41 | 39 |
| 8.   | SK Líšeň                   | 30 | 9  | 12 | 9  | 31 | 35 | 39 |
| 9.   | FK Viktoria Žižkov         | 30 | 11 | 6  | 13 | 51 | 49 | 39 |
| 10.  | FC Vysočina Jihlava        | 30 | 8  | 13 | 9  | 35 | 39 | 37 |
| 11.  | SK Slavia Praha B          | 30 | 9  | 10 | 11 | 41 | 37 | 37 |
| 12.  | 1. SK Prostějov            | 30 | 9  | 10 | 11 | 31 | 42 | 37 |
| 13.  | Slezský FC Opava           | 30 | 9  | 9  | 12 | 29 | 39 | 36 |
| 14.  | FC Baník Ostrava B         | 30 | 9  | 7  | 14 | 35 | 46 | 34 |
| 15.  | FK Varnsdorf               | 30 | 8  | 8  | 14 | 39 | 47 | 32 |
| 16.  | SK Sigma Olomouc B         | 30 | 6  | 6  | 18 | 31 | 54 | 24 |

Poznámky:
- Z = Odehrané zápasy; V = Vítězství; R = Remízy; P = Prohry; VG = Vstřelené góly; OG = Obdržené góly; B = Body
- (S) = sestupující (předchozí sezónu hrál vyšší soutěž a sestoupil)
- (N) = nováček (předchozí sezónu hrál nižší soutěž a postoupil)

|  | Postup do Chance Ligy          |
|  | Postup do baráže o Chance Ligy |
|  | Sestup do příslušné třetí ligy |

| Celkem | Celkem | Celkem | Celkem | Celkem | Celkem | Celkem | Celkem | Doma | Doma | Doma | Doma | Doma | Doma | Venku | Venku | Venku | Venku | Venku | Venku |
| Z      | V      | R      | P      | VG     | OG     | GR     | Body   | V    | R    | P    | VG   | OG   | Body | V     | R     | P     | VG    | OG    | Body  |
| ------ | ------ | ------ | ------ | ------ | ------ | ------ | ------ | ---- | ---- | ---- | ---- | ---- | ---- | ----- | ----- | ----- | ----- | ----- | ----- |
| 30     | 9      | 12     | 9      | 39     | 41     | -2     | 39     | 3    | 8    | 4    | 17   | 21   | 17   | 6     | 4     | 5     | 22    | 20    | 22    |

#### Přehled
| 0        | 1 | 2 | 3 | 4  | 5 | 6 | 7  | 8  | 9  | 10 | 11 | 12 | 13 | 14 | 15 | 16 | 17 | 18 | 19 | 20 | 21 | 22 | 23 | 24 | 25 | 26 | 27 | 28 | 29 | 30 |
| -------- | - | - | - | -- | - | - | -- | -- | -- | -- | -- | -- | -- | -- | -- | -- | -- | -- | -- | -- | -- | -- | -- | -- | -- | -- | -- | -- | -- | -- |
| Výsledek | V | V | V | D  | V | D | V  | D  | D  | V  | V  | D  | V  | D  | V  | D  | D  | V  | D  | V  | D  | V  | D  | V  | D  | V  | D  | V  | D  | D  |
| Pozice   | 3 | 3 | 8 | 13 | 7 | 8 | 12 | 12 | 12 | 14 | 15 | 14 | 16 | 15 | 14 | 14 | 14 | 13 | 15 | 15 | 16 | 16 | 14 | 14 | 13 | 11 | 9  | 10 | 7  | 7  |

##### Podzimní část
| 1. kolo 22. července 2024 | FC Vysočina Jihlava               | 0 – 2 | FC Zbrojovka Brno                                | Stadion v Jiráskově ulici, Jihlava |  |  |
| 17:30                     | Lacko 42' Štětka 78' Chytrý 90+3' |       | 4' Lacko 30' Pernica 38' Kronus 80', 84' Potočný | Diváci: 1 230 Rozhodčí: Jan Petřík |  |  |
|                           |                                   |       |                                                  |                                    |  |  |

| 2. kolo 26. července 2024 | Slezský FC Opava                               | 1 – 1 | FC Zbrojovka Brno                                                                                   | Městský stadion Opava, Opava       |  |  |
| 18:00                     | Helešic 7' Omale 9', 43' Kozák 45' Vincour 52' |       | 11' Šural 25' Potočný 68' Janetzký 85' Granečný 86', 90+1' Řezníček 87' Pernica po utkání Musa Alli | Diváci: 1 493 Rozhodčí: Pavel Orel |  |  |
|                           |                                                |       | |                                    |  |  |

| 3. kolo 31. července 2024 | MFK Chrudim                                | 1 – 0 | FC Zbrojovka Brno             | Stadion Za Vodojemem, Chrudim      |  |  |
| 18:00                     | Jan Řezníček 45' Šerák 71' Skwarczek 90+5' |       | 14', 90+1' Potočný 90+4' Nový | Diváci: 1 630 Rozhodčí: Adam Trska |  |  |
|                           |                                            |       |                               |                                    |  |  |

| 4. kolo 3. srpna 2024 | FC Zbrojovka Brno                                             | 1 – 6 | FK Varnsdorf                                                                             | Městský fotbalový stadion Srbská, Brno |  |  |
| 18:00                 | Kronus 57' (pen.) Pernica 65' Jambor 70' Gyamfi 89' Šural 90' |       | 3', 73' Kosař 21' (vl.) Štěpánek 21' Nykrín 35', 35' Camara 90+2' Stradins 90+4' Zálešák | Diváci: 2 118 Rozhodčí: Petr Dorušák   |  |  |
|                       |                                                               |       |                                                                                          |                                        |  |  |

| 5. kolo 10. srpna 2024 | FC SILON Táborsko     | 0 – 1 | FC Zbrojovka Brno                               | Stadion v Kvapilově ulici, Tábor |  |  |
| 17:00                  | Varačka 33' Bláha 79' |       | 57' Potočný 77' Řezníček 82' Janetzký 89' Polák | Diváci: 890 Rozhodčí: Vít Zaoral |  |  |
|                        |                       |       |                                                 |                                  |  |  |

| 6. kolo 18. srpna 2024 | FC Zbrojovka Brno | 0 – 0 | AC Sparta Praha B | Městský fotbalový stadion Srbská, Brno |  |  |
| 18:00                  |                   |       | 86' Šiler         | Diváci: 1 512 Rozhodčí: Petr Hocek     |  |  |
|                        |                   |       |                   |                                        |  |  |

| 7. kolo 26. srpna 2024 | MFK Vyškov                                                            | 1 – 0 | FC Zbrojovka Brno                  | Sportovní areál Drnovice, Drnovice |  |  |
| 17:30                  | Ulbrich 45+1' Sylla 50' Čelůstka 64' Piško 65' Vedral 75' Zajíc 90+3' |       | 25' Polák 59' Potočný 81' Janetzký | Diváci: 2 361 Rozhodčí: Jan Petřík |  |  |
|                        |                                                                       |       |                                    |                                    |  |  |

| 8. kolo 1. září 2024 | FC Zbrojovka Brno | 1 – 2 | FC Zlín                                                             | Městský fotbalový stadion Srbská, Brno |  |  |
| 18:00                | Kronus 74' (pen.) |       | 24' Načkebia 56' (vl.) Nový 69', 90+6' Didiba 73' Černín 73' Poznar | Diváci: 1 814 Rozhodčí: Michael Kvítek |  |  |
|                      |                   |       |                                                                     |                                        |  |  |

| 9. kolo 2. října 2024 | 1. SK Prostějov                      | 3 – 1 | FC Zbrojovka Brno      | Stadion Za Místním nádražím, Prostějov |  |
| 18:00 | Šindelář 51' Žák 55', 58' Ševčík 83' |       | 9' Štěpánek 66' Kronus | Diváci: 470 Rozhodčí: Petr Hocek       |  |
| Poznámky: Zápas se měl původně odehrát 16. září, ale celé kolo 2. nejvyšší fotbalové soutěže bylo přesunuto z důvodu povodní. |                                      |       |                        |                                        |  |

| 10. kolo 21. září 2024 | FC Zbrojovka Brno      | 1 – 1 | SK Líšeň 2019        | Městský fotbalový stadion Srbská, Brno |  |  |
| 17:00                  | Štepanovský 86' (pen.) |       | 29' Sokol 67' Sedlák | Diváci: 3 092 Rozhodčí: Adam Trska     |  |  |
|                        |                        |       |                      |                                        |  |  |

| 11. kolo 29. září 2024 | SK Sigma Olomouc B                                             | 4 – 1 | FC Zbrojovka Brno                  | Andrův stadion, Olomouc                 |  |  |
| 10:15                  | Ola Israel 3', 60' Cahel 21' Kramář 52', 64', 90' Slavíček 77' |       | 60' Janetzký 62' Smejkal 85' Šural | Diváci: 440 Rozhodčí: Daniel Lovětinský |  |  |
|                        |                                                                |       |                                    |                                         |  |  |

| 12. kolo 5. října 2024 | FC Zbrojovka Brno                           | 2 – 2 | FC Sellier & Bellot Vlašim     | Městský fotbalový stadion Srbská, Brno    |  |  |
| 17:00                  | Kubr 25' Kronus 17', 59' Hamza 44' Texl 89' |       | 75' Pudil 80' Šubert 83' Hodek | Diváci: 1 312 Rozhodčí: Vojtěch Opočenský |  |  |
|                        |                                             |       |                                |                                           |  |  |

| 13. kolo 20. října 2024 | FK Viktoria Žižkov                                        | 4 – 2 | FC Zbrojovka Brno                | Stadion FK Viktoria Žižkov, Žižkov |  |  |
| 10:15                   | Necid 20', 30' Sodoma 37' Štěpánek 73' (vl.) Gembický 85' |       | 17', 43', 45' Potočný 90+3' Texl | Diváci: 2 088 Rozhodčí: Pavel Orel |  |  |
|                         |                                                           |       |                                  |                                    |  |  |

| 14. kolo 25. října 2024 | FC Zbrojovka Brno                 | 1 – 1 | SK Slavia Praha B                 | Městský fotbalový stadion Srbská, Brno |  |  |
| 18:00                   | Kubr 38' Štěpánek 37' Smejkal 86' |       | 23' Beran 66' Toula 90+3' Pikolon | Diváci: 770 Rozhodčí: Jan Machálek     |  |  |
|                         |                                   |       |                                   |                                        |  |  |

| 15. kolo 3. listopadu 2024 | FC Baník Ostrava B                                    | 1 – 2 | FC Zbrojovka Brno                  | Městský stadion v Ostravě-Vítkovicích, Ostrava |  |  |
| 10:15                      | Jaroň 26' Munksgaard 52' Kašpárek 61' Komljenovic 65' |       | 46', 79', 64' Potočný 90+5' Sváček | Diváci: 404 Rozhodčí: Petr Opočenský           |  |  |
|                            |                                                       |       |                                    |                                                |  |  |

| 16. kolo 9. listopadu 2024 | FC Zbrojovka Brno                                         | 2 – 2 | Slezský FC Opava                              | Městský fotbalový stadion Srbská, Brno |  |  |
| 15:00                      | Hamza 22' Potočný 69' Janetzký 74' Šural 84' Sváček 90+2' |       | 12' Haitl 48' Ondráček 58' Papalelé 68' Rataj | Diváci: 1 101 Rozhodčí: Daniel Vokoun  |  |  |
|                            |                                                           |       |                                               |                                        |  |  |

##### Jarní část
| 17. kolo 1. března 2025 | FC Zbrojovka Brno | 0–0 | MFK Chrudim | Městský fotbalový stadion Srbská, Brno |  |  |
| 15:00                   | Texl 33'          |     | 86' Bauer   | Diváci: 3012 Rozhodčí: Pechanec        |  |  |
|                         |                   |     |             |                                        |  |  |

| 18. kolo 9. března 2025 | FK Varnsdorf | 0–3 | FC Zbrojovka Brno                                              | Městský fotbalový stadion v Kotlině, Varnsdorf |  |  |
| 14:30                   |              |     | 30' Mackleyther 35' Hofmann 39' Vachoušek 54' Žitný 76' Kronus | Diváci: 1100 Rozhodčí: Vejtasa                 |  |  |
|                         |              |     |                                                                |                                                |  |  |

| 19. kolo 15. března 2025 | FC Zbrojovka Brno       | 0–2 | FC Silon Táborsko                     | Městský fotbalový stadion Srbská, Brno |  |  |
| 15:00                    | Nový 87' Pachlopník 89' |     | 14' Varačka 59' Djordič 85' Kateřiňák | Diváci: 1957 Rozhodčí: Opočenský       |  |  |
|                          |                         |     |                                       |                                        |  |  |

| 20. kolo 30. března 2025 | AC Sparta Praha B      | 1–1 | FC Zbrojovka Brno                         | Stadion FK Viktoria Žižkov, Žižkov |  |  |
| 10:30                    | Michl 14' Jedlička 33' |     | 15' Večeřa 21' Janetzký 36', 49' Janetzký | Diváci: 942 Rozhodčí: J. Beneš     |  |  |
|                          |                        |     |                                           |                                    |  |  |

| 21. kolo 5. dubna 2025 | FC Zbrojovka Brno                         | 1–2 | MFK Vyškov                                   | Městský fotbalový stadion Srbská, Brno |  |  |
| 14:00                  | Pachlopník 22' Mackleyther 39' Kronus 53' |     | 36' Fomba 47' Zifčák 55' Ulbrich 72' Němeček | Diváci: 1511 Rozhodčí: Pechanec        |  |  |
|                        |                                           |     |                                              |                                        |  |  |

| 22. kolo 11. dubna 2025 | FC Zlín    | 1–1 | FC Zbrojovka Brno  | Letná, Zlín                   |  |  |
| 18:00                   | Poznar 33' |     | 46' Kutík 51' Nový | Diváci: 2722 Rozhodčí: Kotala |  |  |
|                         |            |     |                    |                               |  |  |

| 23. kolo 16. dubna 2025 | FC Zbrojovka Brno | 1–1 | 1.SK Prostějov    | Městský fotbalový stadion Srbská, Brno |  |  |
| 18:00                   | Kronus 8'         |     | 61' (vl.) Hofmann | Diváci: 1834 Rozhodčí: Rouček          |  |  |
|                         |                   |     |                   |                                        |  |  |

| 24. kolo 19. dubna 2025 | SK Líšeň                                                   | 1–4 | FC Zbrojovka Brno                                                           | Areál SK Líšeň, Brno            |  |  |
| 12:30                   | Sedlák 9' Silný 49' (pen.) Málek 59' Pernica 64' Silný 72' |     | 3' Žitný 10' Granečný 15' Žitný 39' Texl 65' Vachoušek 77' Břečka 86' Šural | Diváci: 2014 Rozhodčí: Pechanec |  |  |
|                         |                                                            |     |                                                                             |                                 |  |  |

| 25. kolo 26. dubna 2025 | FC Zbrojovka Brno | 1–0 | SK Sigma Olomouc B | Městský fotbalový stadion Srbská, Brno |  |  |
| 17:00                   | Kutík 48'         |     | 45+1' Jalovičor    | Diváci: 2047 Rozhodčí: Volek           |  |  |
|                         |                   |     |                    |                                        |  |  |

| 26. kolo 2. května 2025 | FC Sellier & Bellot Vlašim | 1–2 | FC Zbrojovka Brno                                 | Stadion v Kollárově ulici, Vlašim |  |  |
| 18:00                   | Kolářík 28' Onije 39', 49' |     | 23' Granečný 45+1' Nový 50' Vachoušek 86' Hofmann | Diváci: 590 Rozhodčí: Zaoral      |  |  |
|                         |                            |     |                                                   |                                   |  |  |

| 27. kolo 10. května 2025 | FC Zbrojovka Brno                             | 4–1 | FK Viktoria Žižkov               | Městský fotbalový stadion Srbská, Brno |  |  |
| 17:00                    | 15' Žitný 34' Žitný 39' Janetzký 90' Granečný |     | 36' Toula 54' Vaníček 65' Muleme | Diváci: 1908 Rozhodčí: Vokoun          |  |  |
|                          |                                               |     |                                  |                                        |  |  |

| 28. kolo 17. května 2025                                    | SK Slavia Praha B            | 1–1 | FC Zbrojovka Brno                   | Fotbalový stadion Radotín, Praha |  |
| 10:15                                                       | 32' Jelínek 86' (pen.) Škoda |     | 76' Vachoušek 86' Janetzký 90' Kubr | Diváci: 673 Rozhodčí: Volek      |  |
| Poznámky: 90' Pavel Síla (masér) 85' Martin Svědík (trenér) |                              |     |                                     |                                  |  |

| 29. kolo 25. května 2025 | FC Zbrojovka Brno                   | 1–0 | FC Baník Ostrava B | Městský fotbalový stadion Srbská, Brno |  |  |
| 15:00                    | 58' Břečka 84' Šural 90+5' Granečný |     |                    | Diváci: 1657 Rozhodčí: Berka           |  |  |
|                          |                                     |     |                    |                                        |  |  |

| 30. kolo 25. května 2025 | FC Zbrojovka Brno                    | 1-1 | FC Vysočina Jihlava             | Městský fotbalový stadion Srbská, Brno |  |  |
| 17:00                    | Břečka 10' Janetzký 39' Granečný 75' |     | 59' Farka 80' Miška 90+1' Hošek | Diváci: 2048 Rozhodčí: Cieslar         |  |  |
|                          |                                      |     |                                 |                                        |  |  |

### MOL Cup
Hlavní článek: MOL Cup 2024/2025
| 1. kolo 29. srpna 2024 | TJ Tatran Bohunice       | 2 – 6 | FC Zbrojovka Brno                                | Stadion Tatran Bohunice, Brno-Bohunice |  |  |
| 17:00                  | Krejčí A. 66' Tipoas 80' |       | 15', 40' Pernica 30', 33', 88' Potočný 73' Hamza | Diváci: 1 328 Rozhodčí: Ondřej Cieslar |  |  |
|                        |                          |       |                                                  |                                        |  |  |

| 2. kolo 25. září 2024 | SK BESKYD Frenštát pod Radhoštěm      | 1 – 3 | FC Zbrojovka Brno                                                       | Na Nivách, Frenštát pod Radhoštěm     |  |  |
| 16:30                 | 33', 74' Hlosta 68' Žáček 70' Šebesta |       | 29' Šural 40' Švancara 45' Mičuda 71' Potočný 80' Smejkal 90' Šlapanský | Diváci: 494 Rozhodčí: Stanislav Volek |  |  |
|                       |                                       |       |                                                                         |                                       |  |  |

| 3. kolo 30. října 2024 | AC Sparta Praha                                      | 4 – 0 | FC Zbrojovka Brno | epet ARENA, Praha 7                 |  |  |
| 14:00                  | Krasniqi 40' Pešek 65' Daněk 71' Rrahmani 80' (pen.) |       |                   | Diváci: 13 649 Rozhodčí: Pavel Orel |  |  |
|                        |                                                      |       |                   |                                     |  |  |

## Statistiky
Aktuální po 30. kole

### Góly
| Gól | Hráč                | Liga | P. |
| --- | ------------------- | ---- | -- |
| 11  | Roman Potočný       | 7    | 4  |
| 8   | Adam Kronus         | 8    | 0  |
| 5   | Patrik Žitný        | 5    | 0  |
| 4   | Jakub Janetzký      | 4    | 0  |
| 4   | Denis Granečný      | 4    | 0  |
| 2   | Luděk Pernica       | 0    | 2  |
| 2   | Tadeáš Vachoušek    | 2    | 0  |
| 1   | Jakub Řezníček      | 1    | 0  |
| 1   | Lucas Kubr          | 1    | 0  |
| 1   | Tomáš Smejkal       | 1    | 0  |
| 1   | Martin Nový         | 1    | 0  |
| 1   | Jiří Texl           | 1    | 0  |
| 1   | Tomáš Břečka        | 1    | 0  |
| 1   | Daniel Kutík        | 1    | 0  |
| 1   | Peter Štepanovský   | 1    | 0  |
| 1   | William Mackleyther | 1    | 0  |
| 1   | Jiří Hamza          | 0    | 1  |
| 1   | Daniel Švancara     | 0    | 1  |
| 1   | Šimon Mičuda        | 0    | 1  |

### Asistence
| A. | Hráč                | Liga | P. |
| -- | ------------------- | ---- | -- |
| 6  | Martin Nový         | 4    | 2  |
| 5  | Jíří Texl           | 5    | 0  |
| 5  | Lucas Kubr          | 3    | 2  |
| 5  | Tomáš Smejkal       | 1    | 4  |
| 4  | Patrik Žitný        | 4    | 0  |
| 4  | Denis Granečný      | 4    | 0  |
| 3  | Jakub Janetzký      | 3    | 0  |
| 2  | Adam Kronus         | 1    | 1  |
| 2  | William Mackleyther | 2    | 0  |
| 2  | Ondřej Pachlopník   | 2    | 0  |
| 2  | Tomáš Smejkal       | 2    | 0  |
| 2  | Tadeáš Vachoušek    | 2    | 0  |
| 1  | Adam Kronus         | 1    | 0  |
| 1  | Filip Večeřa        | 1    | 0  |
| 1  | Filip Štěpánek      | 1    | 0  |

### Čistá konta
| Čisté konto | Hráč           | Liga | P. |
| ----------- | -------------- | ---- | -- |
| 4           | Adam Hrdina    | 4    | 0  |
| 2           | Dominik Sváček | 2    | 0  |
| 1           | Filip Mucha    | 1    | 0  |

### Žluté karty
|   | Hráč                | Liga | P. |
| - | ------------------- | ---- | -- |
| 7 | Roman Potočný       | 6    | 1  |
| 7 | Jakub Janetzký      | 7    | 0  |
| 6 | Jakub Šural         | 5    | 1  |
| 3 | Martin Nový         | 3    | 0  |
| 3 | Jiří Texl           | 3    | 0  |
| 2 | Luděk Pernica       | 2    | 0  |
| 2 | Filip Štěpánek      | 2    | 0  |
| 2 | Lucas Kubr          | 2    | 0  |
| 2 | Jiří Hamza          | 2    | 0  |
| 2 | Daniel Polák        | 2    | 0  |
| 2 | Denis Granečný      | 2    | 0  |
| 2 | Dominik Sváček      | 2    | 0  |
| 2 | Tomáš Břečka        | 2    | 0  |
| 2 | Tadeáš Vachoušek    | 2    | 0  |
| 2 | Ondřej Pachlopník   | 2    | 0  |
| 2 | Stanislav Hofmann   | 2    | 0  |
| 2 | Tomáš Smejkal       | 1    | 1  |
| 1 | Adam Kronus         | 1    | 0  |
| 1 | Jakub Řezníček      | 1    | 0  |
| 1 | Wale Musa Alli      | 1    | 0  |
| 1 | David Jambor        | 1    | 0  |
| 1 | Foster Gyamfi       | 1    | 0  |
| 1 | Filip Večeřa        | 1    | 0  |
| 1 | William Mackleyther | 1    | 0  |
| 1 | Daniel Kutík        | 1    | 0  |
| 1 | Ondřej Šlapanský    | 0    | 1  |

### Červené karty
aktuální po 30. kole
| Vyloučení | Hráč           | Liga | P. |
| --------- | -------------- | ---- | -- |
| 1         | Jakub Řezníček | 1    | 0  |
| 1         | Luděk Pernica  | 1    | 0  |
| 1         | Jakub Šural    | 1    | 0  |
| 1         | Jakub Janetzký | 1    | 0  |

## Domácí návštěvnost
aktuální po 30. kole
| Soutěž  | Celkově | Zápasy | Průměrně |
| ------- | ------- | ------ | -------- |
| ChNL    | 29 693  | 15     | 1 979    |
| MOL Cup | 0       | 0      | 0        |
| Celkově | 29 693  | 15     | 1 979    |